# Beto (football, 1987)
Pour les articles homonymes, voir Beto.
Alberto Antônio de Paula (dit Beto), né le 31 mai 1987 à Guarulhos, est un footballeur brésilien. Il est attaquant.

## Carrière
- 2006 :  SE Palmeiras
- 2006 :  Ituano FC
- 2007 :  CA Juventus
- 2007 :  AA Ponte Preta
- 2008 :  Ituano FC
- 2008 :  América FC (São José do RP)
- 2008 :  CA Bragantino
- 2009 :  Wisła Cracovie
- 2010 :  CA Bragantino

### Palmarès
- Tournoi de Sendai (-18 ans) : 2005
- Copa FPF : 2007
- Champion de Pologne : 2009